# Psychotria bernardii
Psychotria bernardii är en måreväxtart som beskrevs av Julian Alfred Steyermark. Psychotria bernardii ingår i släktet Psychotria och familjen måreväxter. Inga underarter finns listade i Catalogue of Life.